# Катеринівка (село, Луганський район)
Катери́нівка — село в Україні, у Молодогвардійській міській громаді Луганського району Луганської області. Населення становить 79 осіб. З 2014 року є окупованим.

## Географія
Географічні координати: 48°27' пн. ш. 39°31' сх. д. Часовий пояс — UTC+2. Загальна площа села — 0,634 км².
Село розташоване у східній частині Донбасу за 5 км від селища Новосвітлівка.

## Історія
Заснований як хутір Катеринівка у 1890 році, статус села отримав у 1956 році.

## Населення
За даними перепису 2001 року населення села становило 79 осіб, з них 67,09 % зазначили рідною мову українську, 32,91 % — російську.